# Francesc Juanola i Reixach
Francesc Juanola i Reixach (Tortellà, Garrotxa, 3 d'agost de 1891 - Manresa, Bages, 3 de desembre de 1968) va ser un fiscornaire i prolífic compositor de sardanes.
Era el segon d'una nissaga de músics. Fill de Llorenç Juanola i Gibert, pare d'Antoni Juanola i Escaler i Jaume Juanola i Escaler, i germà de Jaume, Josep, Narcís, Rafael i Salvador, tots ells també compositors. Va ser deixeble de professors com Dimas Delgado (fiscorn) i Manuel Blanch (composició). Als nou anys ja va debutar com a fiscornaire a La Principal de Tortellà i el 1921 va ser membre de la formació fundadora de la Principal del Bages, que en aquell moment encara no duia aquest nom.
La popularitat li va arribar per ser un dels compositors més prolífics de l'àmbit de la cobla, amb una gran producció musical que arriba a les més de sis-centes sardanes, un centenar d'harmonitzacions de ballets, una sarsuela (Tierra sin flores) i múltiples arranjaments musicals de cançons, principalment per cantar a les caramelles. Va obtenir una extraordinària popularitat no solament a Manresa i comarca, sinó àmpliament a tot l'àmbit sardanista pel caràcter del seu catàleg, molt alegre i de clar signe de plaça.
El 1962 va rebre el Premi Dia de la Sardana per El pantà d'Oliana.
El maig de 1981 es va celebrar a Manresa un acte d'homenatge al compositor, entre els diferents actes de celebració es va fer una ballada de sardanes en què hi participaven les colles i grups de l'època.